# Apfelbeckia wohlberedti
Apfelbeckia wohlberedti är en mångfotingart som beskrevs av Karl Wilhelm Verhoeff 1909. Apfelbeckia wohlberedti ingår i släktet Apfelbeckia och familjen Schizopetalidae. Inga underarter finns listade i Catalogue of Life.